# Calea ferată Dej–Bistrița
Calea ferată Dej–Bistrița este un traseu feroviar din România. Ea trece prin nordul Podișului Transilvaniei, de-a lungul râurilor Someș, Șieu și Bistrița.

## Istoric
În anul 1882 a fost pusă în funcțiune calea ferată de la Apahida la Dej. De la Dej au fost construite alte două linii ferate pentru a deschide traficul feroviar către nordul Transilvaniei. Una dintre ele a fost legătura feroviară către Bistrița (în germană Bistritz, în maghiară Beszterce), care a fost inaugurată la 3 mai 1886.
La sfârșitul primului război mondial, Transilvania a devenit parte componentă a României, iar căile ferate din Transilvania au fost preluate de compania feroviară română de stat CFR. În urma Dictatului de la Viena (1940), teritoriul Transilvaniei a fost împărțit între România și Ungaria, iar acest traseu feroviar a trecut temporar pe teritoriul Ungariei. În 1944 calea ferată a redevenit românească.

## Situație actuală
Tronsonul de la Dej spre Sărățel este o parte a importantului traseu de la Satu Mare către Brașov. Pe aici trec zilnic mai multe trenuri InterRegio. Traseul este foarte important și pentru traficul de marfă. Acest tronson este electrificat și între Dej și Beclean este cu linie dublă. Pe tronsonul de la Sărățel către Bistrița circulă în principal trenuri locale.

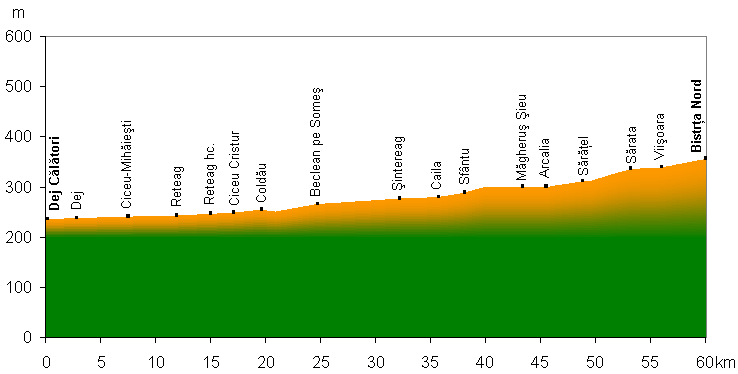
Profilul la înălțime al căii ferate